# Post-metal
Post-metal je hudební žánr, který je směsí post-rocku a heavy metalu .

## Charakteristika
Nejjednodušší způsob jak definovat post-metal je spojení post-rocku a heavy metalu. Typickými post-metalovými nástroji jsou dvě až tři kytary, basová kytara, syntezátory, bicí a zpěvák. existuje množství čistě instrumentálních post-metalových skupin jako např. Pelican či Russian Circles.

## Post-metalové skupiny
Mezi post-metalové skupiny patří například:
- Amenra[2]
- Battle of Mice
- Callisto[3]
- Cult of Luna
- Dirge[4][5]
- Godflesh
- Intronaut
- Isis
- Jesua[6]
- Mouth of the Architect[7]
- Neurosis[8]
- The Ocean
- Pelican
- Red
- Rosetta
- Russian Circles
- Tool
- Buruli
- FDK
- MØL